# 阮氏大头蛙
阮氏大头蛙（学名：Limnonectes nguyenorum），一种分布于越南北部和中国云南省个旧市蔓耗镇大围山国家级自然保护区等地区的两栖动物，隶属于叉舌蛙科大头蛙属。模式产地为越南河江省渭川县高蒲社。种加词源自两位越南两栖爬行动物学家阮光长（Truong Quang Nguyen）和阮天道（Tao Thien Nguyen）两兄弟的姓氏，以纪念两人对越南两栖爬行动物和生物多样性研究的突出贡献。

## 鉴别特征
雄蛙体长（SVL）36.5－47.3mm，雌蛙为35.4－47.1mm；雄蛙第一指或第一及第二指具婚垫；雄蛙头略微增大（雄蛙HL/SVL 37–46%，雌蛙HL/SVL 36–43%）；雄蛙头长略小于头宽或略大于头宽（HL/HW 92–112%），雌蛙头长略等于头宽或略大于头宽（HL/HW 97–116%）；吻棱不明显，圆形，颊部平；颞褶明显或不明显；鼓膜不明显或不可见；白色或黄色条纹从鼻孔延伸至前肢，上唇有明显白色和深棕色相间的斑纹；头顶和腹部皮肤光滑，背部和身体两侧皮肤略粗糙；肛部区域以及小腿和足的背面有大小不一的疣粒；趾具全蹼；指长顺序Ⅲ>Ⅳ>Ⅱ>Ⅰ或Ⅲ>Ⅳ>Ⅰ>Ⅱ。